# خوسيه ماريا سانشيز ليفا
خوسيه ماريا سانشيز ليفا (بالإسبانية: José María Sánchez Leiva)‏ هو لاعب كرة قدم ومدرب كرة قدم تشيلي في مركز الوسط، ولد في 12 يوليو 1985 في لا بينتانا في تشيلي. لعب مع نادي راهيان كرمانشاه.